# 克維特卡 (巴爾區)
49°10′25″N 27°47′50″E / 49.17361°N 27.79722°E
克維特卡（烏克蘭語：Квітка），是烏克蘭的村落，位於該國西南部文尼察州，由日梅林卡區負責管轄，面積0.44平方公里，海拔高度310米，2001年人口79，人口密度每平方公里177.93人。